# Marco Valério Voluso
Marco Valério Voluso (m. 499 a.C.; em latim: Marcus Valerius Volusus), chamado também de Marco Valério Voleso ou Marco Valério Valuso Máximo, foi um político romano da gente Valéria eleito cônsul com Públio Postúmio Tuberto em 505 a.C. Era filho de Voleso Valério e irmão de Públio Valério Publícola (cônsul em 509, 508, 507 e 504 a.C.) e Mânio Valério Máximo, ditador em 494 a.C.. Seu filho, Lúcio Valério Potito, foi cônsul em 483 e em 470 a.C.

## Carreira

Cerco de Roma por Lars Porsena e o ataque à Ponte Sublício.

Segundo Plutarco, descendia de um dos primeiros Valérios que, pouco depois da fundação de Roma, negociaram a reconciliação entre os sabinos e os romanos, ajudando a firmar a paz entre os dois povos. Dionísio de Halicarnasso confirmou que ele seria um descendente dos sabinos que se vieram para a cidade de Roma com Tito Tácio, que dividiu o trono com Rômulo.
Depois da queda da monarquia romana e da fundação da República, ainda não havia sido consagrado o Templo de Júpiter Ótimo Máximo Por este motivo, Marco Horácio Púlvilo teve a honra, por decisão do Senado Romano, de realizar a consagração. O evento se revestia de particular importância pois Públio Valério Publícola, o outro cônsul, estava fora de Roma liderando a campanha militar contra os habitantes de Veios. Marco Valério Voluso, assim como sua família, tentou de todas as formas impedir a consagração, tentando adiá-la até a volta de Publícola. Por isto, lançou-se um boato de que o filho de Púlvilo estava morto, mas o cônsul, mesmo assim, prosseguiu com a consagração.
Em 508 a.C., Voluso participou da batalha contra Lars Porsena às portas de Roma como comandante da ala direita do exército sob o comando do cônsul Tito Lucrécio Tricipitino; não conseguiu, na ocasião, impedir a passagem das tropas que chegaram a ferir o cônsul.
Três anos depois, foi ele próprio eleito cônsul com Públio Postúmio Tuberto. Durante seu mandato, os sabinos invadiram o interior do território romano. Logo em seguida, Voluso obteve o comando do exército para perseguir o inimigo e esperou às margens do rio Aniene. Depois de algum no qual as duas forças se encararam sem o enfrentamento, a batalha se iniciou às margens do rio. Pulvilo conseguiu repelir os sabinos à sua frente, mas a outra ala começou a recuar, o que só foi resolvido quando Tuberto enviou Espúrio Lárcio com a cavalaria para ajudar. A infantaria conseguiu depois derrotar definitivamente os sabinos, que se puseram em fuga; somente o cair da noite os salvou do completo extermínio. Por causa desta vitória, os dois cônsules celebraram um triunfo. Além disso, lhes foi permitida a honra de construírem uma villa no monte Palatino às custas do Estado.
Em 501 a.C., os latinos estavam em estado de revolta contra Roma liderada por Otávio Mamílio, genro de Tarquínio Soberbo. Voluso foi enviado como embaixador até a cidade vizinha para tentar acalmar os ânimos; logo depois, foi convocada a assembleia dos latinos, que se preparavam para a guerra, para ouvir as partes. No discurso, Voluso demonstrou que Roma permanecia fiel a todos os seus compromissos com os latinos e que não haveria casus belli entre os dois povos; Mamílio e Tarquínio conseguiram, porém, colocar em votação na assembleia o cancelamento do tratado entre latinos e romanos. A guerra foi declarada logo depois.
Segundo Lívio, Voluso participou da Batalha do Lago Régilo, em 499 a.C., às ordens do ditador Aulo Postúmio Albo Regilense. No momento crucial da batalha, quando os latinos ameaçavam ceder, um dos filhos de Tarquínio, o Soberbo, Tito Tarquínio, avançou com um grupo de exilados romanos e reequilibraram a luta. Por isto, Voluso se lançou contra ele, mas foi mortos pelos soldados dele.